# Liste der Bodendenkmäler in Brannenburg
Auf dieser Seite sind die Bodendenkmäler in der oberbayerischen Gemeinde Brannenburg zusammengestellt. Diese Tabelle ist eine Teilliste der Liste der Bodendenkmäler in Bayern. Grundlage ist die Bayerische Denkmalliste, die auf Basis des Bayerischen Denkmalschutzgesetzes vom 1. Oktober 1973 erstmals erstellt wurde und seither durch das Bayerische Landesamt für Denkmalpflege geführt wird. Die folgenden Angaben ersetzen nicht die rechtsverbindliche Auskunft der Denkmalschutzbehörde.

## Bodendenkmäler der Gemeinde Brannenburg

### Bodendenkmäler in der Gemarkung Brannenburg
| Lage                                                                  | Objekt | Akten-Nr.     | Bild           |
| --------------------------------------------------------------------- | --- | ------------- | -------------- |
| Brannenburg Kirchplatz 5; Kirchplatz 5 a (Standort)                   | Mariä Himmelfahrt (Brannenburg) Untertägige spätmittelalterliche und frühneuzeitliche Befunde und Funde im Bereich der Katholischen Nebenkirche Mariä Himmelfahrt in Brannenburg mit zugehörigem Friedhof. | D-1-8238-0201 | weitere Bilder |
| Brannenburg Schloßstraße 6; Schloßstraße 7; Schloßstraße 9 (Standort) | Schloss Brannenburg Untertägige mittelalterliche und frühneuzeitliche Befunde und Funde im Bereich von Schloss Brannenburg und seiner Vorgängerbauten.                                                     | D-1-8238-0202 | weitere Bilder |

### Bodendenkmäler in der Gemarkung Degerndorf a.Inn
| Lage                                              | Objekt | Akten-Nr.     | Bild           |
| ------------------------------------------------- | --- | ------------- | -------------- |
| Degerndorf a.Inn Rosenheimer Straße 18 (Standort) | Untertägige mittelalterliche und frühneuzeitliche Befunde und Funde im Bereich der Katholischen Filialkirche St. Ägidius in Degerndorf am Inn. | D-1-8238-0204 | weitere Bilder |
| Degerndorf a.Inn (Standort)                       | Burgstall des hohen Mittelalters (Altenburg).                                                                                                  | D-1-8238-0296 |                |

### Bodendenkmäler in der Gemarkung Großbrannenberg
| Lage                       | Objekt | Akten-Nr.     | Bild           |
| -------------------------- | --- | ------------- | -------------- |
| Großbrannenberg (Standort) | Filialkirche St. Margarethen Untertägige mittelalterliche und frühneuzeitliche Befunde und Funde im Bereich der Katholischen Filialkirche St. Margarethen auf dem Brannenberg. | D-1-8238-0212 | weitere Bilder |